# Храстово куче
Храстово куче (Speothos venaticus), също южноамериканско храстово куче, е хищен бозайник от семейство Кучеви. Поради това, че урината, с която маркира територията си има миризма на оцет кучетата са известни и като Оцетни (perro vinagre, zorro vinagre).

## Подвидове
- Speothos venaticus panamensis
- Speothos venaticus venaticus
- Speothos venaticus weijie

## Общи сведения
Височината му е 30 сантиметра. Тежи от 5 до 7 килограма. Козината му е тъмнокафява. Прилича на малко мече, защото има късо и набито тяло.

## Разпространение
Среща се в Централна и Южна Америка.

## Начин на живот и хранене
Храни се предимно с едри гризачи. Случва се да лови и сърни.

## Допълнителни сведения
Между пръстите си има ципи, които му помагат да плува добре.